# Symposiachrus browni
Symposiachrus browni е вид птица от семейство Monarchidae. Видът е почти застрашен от изчезване.

## Разпространение
Видът е разпространен в Соломоновите острови.